# Nicolò Dall'Aquila
Nicolò Dall'Aquila (Murano, fine XV secolo – Murano, 7 marzo 1585) è stato un vetraio italiano.

## Biografia
Era figlio di Giovanni, un friulano che aveva preso in gestione la fornace di Maria vedova di Nicolò di Biasio, già allora specializzata in vetri per l'alchimia. Successivamente ne era divenuto proprietario, apponendovi l'insegna "dell'aquila".
Il Dall'Aquila fu uno degli esponenti più insigni e noti (si veda l'elogio di Leonardo Fioravanti contenuto nel libro I del Dello specchio di scientia universale) dell'arte vetraia muranese. Fu un artigiano ingegnoso, specializzato non nella produzione di vetri artistici, ma nella fabbricazione di recipienti da usare nell'alchimia e nell'illuminazione.
Nel 1552 fu gastaldo dell'arte dei vetrai e in questa occasione manominse alcune pagine della Mariegola per crearsi una centenaria ascendenza muranese a fini "promozionali". Al termine dell'incarico venne però scoperto e finì al centro di una vertenza.
Nel 1561 si rivolse al doge per ottenere un privilegio di trent'anni per la fabbricazione di un fanale di sua invenzione. Nella richiesta il Dall'Aquila ricordò come la sua fornace lavorasse da generazioni al servizio della città e in particolare della Zecca per produrre alambicchi per la raffinazione dei metalli. Dietro il parere favorevole dei provveditori di Comune, il Senato accolse la richiesta e gli concesse un privilegio ventennale.
Ottenne dal Senato un altro privilegio ventennale nel 1568 per la produzione di "bozze tutte fornite di spechio, da appicar in luogo dove possino ricever ogni sorte di imagine che fusse anche lontana due e tre miglia". L'invenzione, tuttavia, doveva essere soprattutto merito d'altri, infatti l'anno successivo gli ebrei Massimian e Isaach di Menachen gli intimavano il rispetto dei patti relativi al privilegio.